# Zaiddiyah

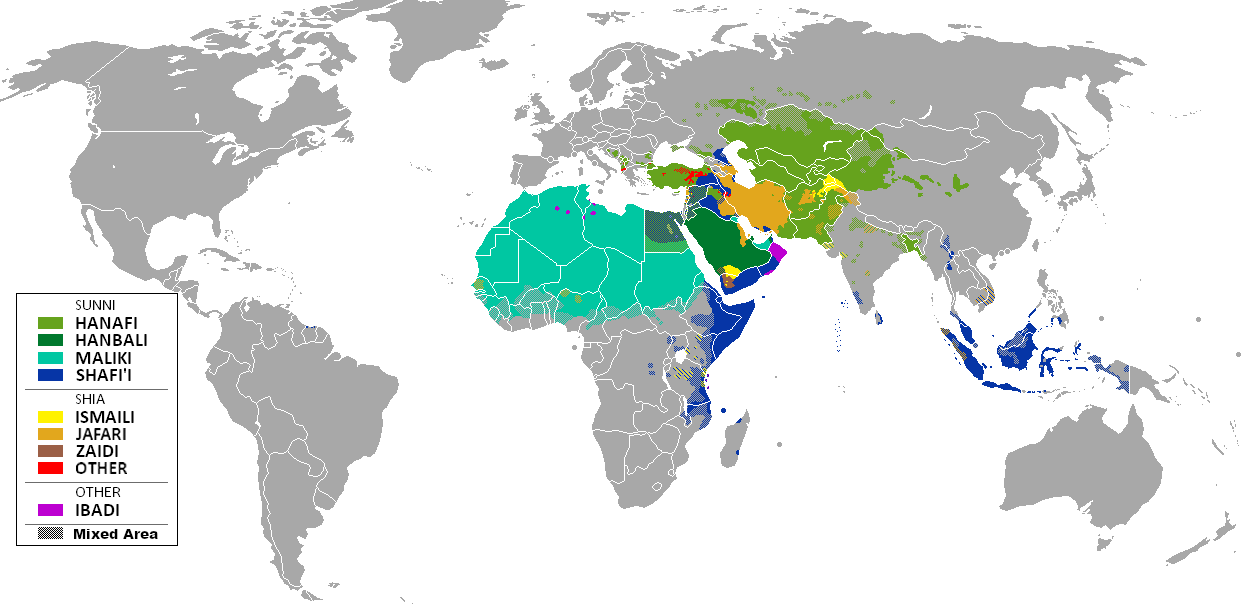
Zaydism är idag den dominerande islamiska rättsskolan i norra Jemen och sydvästra Saudiarabien. Syns i brun färg på kartan.

Zaidiyyah (arabiska: الزيدية, az-Zaydiyyah), zaidism, zaydism eller zaydi (ibland zaidi) är en inriktning inom shiaislam som anser att Zayd ibn Ali var den rättmätige arvtagaren till den fjärde imamen, Ali Zayn al-Abidin, snarare än halvbrodern Muhammad al-Baqir, som övriga shia anser vara den femte imamen. Zaiddiyah är även en rättsskola, en madhhab – en av de åtta madhhaber vars giltighet erkänns i Ammanbudskapet.
Shiaimamerna enligt zaidiyyah:
1. Ali ibn Abi Talib
2. Hasan ibn Ali
3. Husayn ibn Ali
4. 'Ali Zayn al-'Abidin ibn Husayn
5. Zayd ibn Ali.[1]

Zayditerna har tagit sitt namn från Zayd ibn ’Ali ibn al-Husayn, som försökte revoltera mot den umayyadiska dynastin. Detta var ett försök att skapa ett alternativ till den umayyadiska makten, som vid den tiden befann sig i ett idé- och åsiktsmässigt kaos, där olika grupper erkände olika imamer. Den främsta konflikten var att zayditerna eller Zayd inte trodde på en dold imam eller idén om nass. Zayd sökte inte bara stöd hos shiagrupperingar utan bland alla muslimer. Han argumenterade för att Alī ibn Abī Tālib var den rättmätige imamen (ledaren) efter profeten Muhammeds bortgång och menade att Ali var överlägsen gentemot Abu-Bakr och Umar ibn al-Khattab. Zayd misslyckades och dödades år 740 och zayditerna ville hämnas hans död.
Zayditerna befann sig under åren 870 till 1126 i olika områden söder om Kaspiska havet, men förknippas främst med Jemen där de hade politisk självständighet från omkring 900-talet till 1962. Under zayditiska imamer i Sanaa har de utvecklat en speciell juridik som ligger nära sunnitisk tradition. De har även vissa kopplingar till mu’taziliter.
Den första imamen i Jemen, al-Had ila ’l-Haqq Yahya (d. 911) är för zaiditerna en av de viktigaste auktoriteterna för den Zayditiska statens lagsystem, Hadawaiya-skolan. Den Zayditiska lagen fick en mer shiitisk karaktär, men ligger samtidigt nära den sunnitiska traditionen – de moderata inriktningarna inom shia liknar ofta sunnitisk tradition.
Precis som andra shiitiska traditioner så anser de att samhället skall ledas av en imam som vars släktled härstammar från Ali (Alidiska familjen) och profeten Muhammed. Det som är särskilt med zaydismen i förhållande till andra shiitiska riktningar är att de inte ger imamen någon speciell status, till exempel i form av övernaturliga krafter. Zaydierna tillåter inte nass, idén om att det bara kan finnas en imam åt gången och att imamen utpekar (testamentariskt) nästa imam. Andra shiitiska inriktningar använder sig av imamens utpekande av den nästkommande imamen för att avgöra successionsordningen för ledarskapet.
Muhammad b. ’Ali al-Shawkani (d.1832) var en zayditisk domare i Sanaa och är en av de mest kända zayditiska rättslärda, även om han ofta misstas för att ha varit sunnimuslim. Det lades ingen stor vikt vid al-Shawkanis religiösa identitet utan han är känd för sitt stark motståndare mot restriktioner av ijma’. Han var därtill anhängare av ijtihad. Diskussionen kring ijma och ijtihad skedde inom den sunnitiska traditionen, vilket kan ha gett upphov till missförstånden kring hans religiösa hemvist.